# Nancy Fraser
Pour les articles homonymes, voir Fraser.
Nancy Fraser, née le 20 mai 1947 à Baltimore, est une philosophe féministe, socialiste et post-structuraliste, qui, depuis 1995, enseigne la science politique et la philosophie à la New School de New York.

## Biographie
Nancy Fraser est née à Baltimore dans le Maryland, d'un père juif d'Europe de l'Est et d'une mère catholique irlandaise. Elle étudie la philosophie à l'université entre 1965 et 1969 et milite à partir de 1968 dans un milieu trotskiste.
Après une maîtrise et une thèse en philosophie à l'université de la ville de New York, elle est d'abord professeure assistante à l'université de Géorgie, puis à l'université Stanford et à l'université Northwestern. Elle devient en 1995 professeur de philosophie et de sciences politiques à la New School de New York. Par ailleurs, depuis 1994, elle est régulièrement professeure invitée dans plusieurs universités européennes en France, aux Pays-Bas et en Allemagne. En 2008 et 2009, elle est la lauréate de la chaire Blaise Pascal à l'École des hautes études en sciences sociales à Paris. En 2011, elle est nommée à la chaire Rethinking Social Justice in a Globalizing World de la Fondation Maison des sciences de l'homme.

## Travaux
Nancy Fraser développe à travers ses nombreux écrits une réflexion philosophique et politique sur les enjeux majeurs de nos sociétés contemporaines : espaces publics, fondements de la justice sociale, reconnaissance, évolution du mouvement féministe dans le contexte de la globalisation, crises et contradictions du capitalisme, care. 
À la fois militante (Nancy Fraser se revendique féministe) et intellectuelle, elle indique vouloir « participer (par son travail) à des mouvements qui contribuent à changer et imaginer une nouvelle société »
Un paradigme important de Nancy Fraser est que la justice est un concept complexe, qui doit être compris comme le point de départ de trois dimensions séparées bien qu'entremêlées :
- la question de la distribution et de la redistribution des richesses, et plus largement de la réorganisation de l’économie et de la production
- celle de la reconnaissance d'un statut égal pour tous
- celle de la représentation (dans le langage, le symbolique, et surtout la politique).

Pour elle, la justice sociale coïncide avec la parité de participation, c'est-à-dire avec la possibilité offerte à chacun de participer en tant que pair aux interactions dans toutes les sphères sociales, possibilité résultant d'une juste redistribution, d'une juste reconnaissance, et d'une juste représentation.
Elle inscrit ses travaux dans la « Théorie critique » (« Critical theory ») au sens large, c’est-à-dire un ensemble de théories dénonçant l'ordre existant, telles que celle de l'École de Francfort, les études de genre, la théorie queer et le post-structuralisme français.
Néanmoins, Fraser est loin de demander une fusion vague d'écoles différentes ; elle milite plutôt pour un « néo-pragmatisme », dans lequel chaque école de pensée sépare rigoureusement les éléments utiles de ceux qui lui sont moins utiles. 
En plus des nombreuses publications qu'elle a rédigés et des cours qu'elle a assurés, Nancy Fraser a également été l'éditrice de Constellations, une revue internationale de théorie critique et progressiste.

## Distinctions
2015 : docteur honoris causa de l'université de Liège

## Publications
- Unruly practices: power, discourse, and gender in contemporary social theory, Minneapolis, University of Minnesota Press, 1989 (ISBN 9780816617784, lire en ligne )
- avec Sandra Bartky : Revaluing French Feminism : Critical Essays on Difference, Agency, and Culture, 1992.
- (en) « Rethinking the Public Sphere: A Contribution to a Critique of Actually Existing Democracy », dans Craig Calhoun (dir.), Habermas and the Public Sphere, Cambridge (Mass.), MIT press, coll. « : Studies in contemporary German social thought » (ISBN 0-262-03183-3), p. 109-142.
- avec Seyla Benhabib, Judith Butler et Drucilla Cornell : Feminist Contentions : A Philosophical Exchange, 1994.
- Justice Interruptus : Critical Reflections on the « Postsocialist » Condition, 1997.
- (en) « Rethinking Recognition », New Left Review, no 3,‎ mai-juin 2000 (lire en ligne).
- The Radical Imagination : Between Redistribution and Recognition, 2003.
- avec Axel Honneth : Redistribution or Recognition ? A Political-Philosophical Exchange, 2003.
- (en) « Transnationalizing the Public Sphere. On the Legitimacy and Efficacy of Public Opinion in a Post-Westphalian World », Theory, Culture & Society, vol. 24, no 4,‎ 2007, p. 7–30 (lire en ligne ).
- Scales of Justice: Reimagining Political Space in a Globalizing World, 2009.
- Qu'est-ce que la justice sociale ? : Reconnaissance et redistribution, traduction d'Estelle Ferrarese, La Découverte, 2005 ; réédition, 2011.
- (en) « Feminism, Capitalism and the Cunning of History », New Left Review, no 56,‎ mars-avril 2009 ; publication en français : « Féminisme, capitalisme et ruses de l'histoire », Cahiers du Genre, vol. 1, no 50,‎ 2011, p. 165-192 (lire en ligne ).
- Le féminisme en mouvements, traduction d'Estelle Ferrarese, La Découverte, 2012[4].
- Domination et émancipation. Pour un renouveau de la critique sociale, dialogue avec Luc Boltanski, présenté par Philippe Corcuff, Lyon, Presses Universitaires de Lyon, collection "Grands débats : Mode d'emploi", 2014.
- Collectif, préface de Heinrich Geiselberger (trad. de l'allemand par Frédéric Joly (anglais et allemand) et Jean-Marie Saint-Lu (espagnol)), L'Âge de la régression, Paris, Éditions Premier parallèle, 13 avril 2017, 328 p. (ISBN 979-10-94841-48-8).
- « De Clinton à Trump, et au-delà », Esprit,‎ septembre 2018 (lire en ligne )
- avec Cinzia Arruzza et Tithi Bhattacharya : Féminisme pour les 99 %. Un manifeste, traduction Valentine Dervaux, Paris, La Découverte, mars 2019.
- « Crise du care ? Paradoxes socio-reproductifs du capitalisme contemporain », dans Tithi Bhattacharya (dir.), Avant 8 heures, après 17 heures. Capitalisme et reproduction sociale [« Social reproduction theory : remapping class, recentering oppression »], Toulouse, Blast, 2020.
- Le capitalisme est un cannibalisme [« Cannibal Capitalism »] (trad. Laure Mistral), Agone, 2025, 288 p. (ISBN 9782748905724)
- Collectif, Nouveau peuple, nouvelle gauche, Amsterdam Eds, 2025, 320, précédé d'un entretien avec Nancy Fraser et Jean-Luc Mélenchon (ISBN 2354803222).